# Sages comme des sauvages
Sages comme des sauvages est un groupe de musique mêlant chanson française et musiques du monde,, originaire de Bruxelles et fondé au début des années 2010. Le groupe est mené par le duo Ava Carrere et Ismaël Colombani.

## Historique
Formé à Bruxelles au début des années 2010, le groupe mélange des influences très variées, liées notamment aux origines des deux membres fondateurs et à leurs parcours de vie. Ava Carrère est d'origine franco-américaine, a grandi en France et en Grèce, et a évolué musicalement au sein de la scène alternative berlinoise. Ismaël Colombani a des origines corses et bruxelloises. Il a d'abord joué du violon, puis a exploré les musiques expérimentales,,,,,,.
Leur musique porte donc la marque de la chanson française, mais aussi du maloya, du calypso, du folk, des musiques brésiliennes et du rebetiko grec.
En octobre 2015, leur premier album, Largue la peau, produit par l'artiste et producteur Batlik  est sélectionné dans « Les albums en Sélection FIP », ce qui leur assure une certaine audience. Dans ce premier album, le groupe reprend des chansons des poètes et musiciens réunionnais Alain Péters et Danyèl Waro. En 2018, ils ont fait partie des quinze groupes soutenus par le Fonds d'action et d'initiative rock (FAIR).
En février 2020, pour accompagner la sortie de leur second album, le groupe sort un clip sur le titre Luxe misère qui les met en scène devant un bazar à Saint-Louis (La Réunion). Danyèl Waro chante sur le morceau Le Goût de la fumée sur ce même album qui a été enregistré par le producteur Jean Lamoot. Il reçoit un bon accueil de la critique musicale,,. En avril 2020, le groupe se produit en live Facebook dans le cadre du #FestivalJeResteàlaMaison associé à la pandémie de coronavirus.
En juin 2024, sort leur troisième album, Maison maquis. Plusieurs morceaux sont nés de tournée qu'ils ont réalisé avec Stimy Stimela et Blessing Chimanga, qui interviennent sur l'album. Celui-ci est coréalisé par Dakou, mixé par Florent Livet et masterisé par Chab. Le groupe, qui se décrit comme un « grouple » qualifie son style de folk omnivore.

## Composition du groupe
- Ava Carrère : chant, defi (tambour grec), percussions
- Ismaël Colombani : chant, cavaquinho, bouzouki, guitare, violon
- Émilie Alenda : basson, clavier, chant
- Osvaldo Hernandez : percussions (depuis 2019)

## Discographie
Le groupe a publié plusieurs albums,.